# HEROIC
Dernière mise à jour : 8 mars 2025.
Heroic ou HEROIC est une organisation d'esports norvégienne fondée en 2016. La structure est présente en compétition sur Counter-Strike 2, Dota 2, Fortnite et Valorant.
Elle est surtout connue pour son équipe Counter-Strike, qui a participé aux éliminatoires du PGL Major Stockholm 2021. du PGL Major Anvers 2022, du Blast.tv Paris Major 2023 et du Perfect World Shanghai Major 2024.
Ils se sont également classés 2e à l'IEM Rio Major 2022, en perdant contre les Outsiders lors de la grande finale.

## Counter-Strike

### Counter-Strike: Global Offensive

#### Histoire
L'organisation est fondée au Danemark le 26 août 2016 avec un roster initiale composée du futur leader du jeu d'Astralis, Lukas « gla1ve » Rossander, Michael « Friis » Jørgensen, Valdemar « valde » Vangså, Marco « Snappi » Pfeiffer et Andreas « MODDII » Fridh. Ils rejoignent  RFRSH Entertainment, une société danoise spécialisée dans le marketing et la gestion d'équipes d'esport, avant d'être vendus à Seranades Global, une entreprise d'investissement axée sur l'esport, en 2018. En février 2021, Heroic est acquis par l'organisation norvégienne Omaken Sports,.
Le 11 avril 2022, Heroic remporte la saison 13 de l'ESL Pro League et se qualifie pour la finale mondiale du BLAST Premier 2021 après un clutch de Casper « cadiaN » Møller contre Gambit Esports lors de la finale du tournoi,. Peu de temps après, l'équipe annonce qu'elle a acheté une place pour les BLAST Premier,. L'équipe est également partenaire de l'organisateur du tournoi ESL, avec une place garantie en ESL Pro League.
Au PGL Major d'Anvers 2022, Heroic atteint les quarts de finale avant de perdre contre Natus Vincere.
Aux IEM Rio Major 2022, Heroic atteint la finale, mais perd contre Outsiders.
Heroic atteint les demi-finales du Blast.tv Paris Major 2023, perdant 1 à 2 contre GamerLegion à la surprise général.
Après avoir terminé à la 4-6e aux BLAST Premier Spring Groups 2023 le 29 janvier 2023, Heroic se qualifie pour la finale du Spring, où ils arrivent premiers après une victoire 2-1 contre Team Vitality.

#### Résultats
- 1er – DreamHack Open Atlanta 2019[18]
- 1er – ESL One Cologne 2020 Europe[19]
- 1er – ESL Pro League Saison 13 – qualifié pour le BLAST Premier World Finals 2021[20]
- 3e/4e – PGL Major Stockholm 2021[21]
- 3e/4e – Intel Extreme Masters XVI Katowice[22]
- 1er – Pinnacle Winter Series 3[23]
- 1er – PGL Major Anvers 2022 Europe RMR A[24]
- 5-8e – PGL Major Anvers 2022[25]
- 2e – IEM Rio Major 2022[26]
- 1er – BLAST Premier Fall Final 2022[27]
- 2e – IEM Katowice 2023[28]
- 2e – IEM Rio 2023[29]
- 3-4e – Blast.tv Paris Major 2023[6]
- 1er – BLAST Premier Spring Final 2023[30]

### Counter-Strike 2

#### Roster actuel
| \| Nat. \| Pseudo \| Nom \| Rôle \| Date d'entrée \| \| ---- \| -------- \| ------------------- \| ---------------- \| --------------- \| \| \| SunPayus \| Alvaro Garcia \| AWPer \| 10 janvier 2025 \| \| \| LNZ \| Linus Holtäng \| In-game leader \| 10 janvier 2025 \| \| \| yxngstxr \| Simon Boije \| Rifler & support \| 10 janvier 2025 \| \| \| xfl0ud \| Yasin Koç \| Rifler \| 10 janvier 2025 \| \| \| tN1R \| Andrey Tatarinovich \| Rifler \| 10 janvier 2025 \| \| \| sAw \| Eetu Saha \| coach \| 16 janvier 2023 \| |          |                     |                  |                 |
| Nat. | Pseudo   | Nom                 | Rôle             | Date d'entrée   |
| | SunPayus | Alvaro Garcia       | AWPer            | 10 janvier 2025 |
| | LNZ      | Linus Holtäng       | In-game leader   | 10 janvier 2025 |
| | yxngstxr | Simon Boije         | Rifler & support | 10 janvier 2025 |
| | xfl0ud   | Yasin Koç           | Rifler           | 10 janvier 2025 |
| | tN1R     | Andrey Tatarinovich | Rifler           | 10 janvier 2025 |
| | sAw      | Eetu Saha           | coach            | 16 janvier 2023 |

#### Histoire
Le 4 octobre 2023, Heroic annonce la mise sur le banc de cadiaN. Il est remplacé par Peter « dupreeh » Rasmussen le 23 octobre, signant jusqu'à fin 2023. Deux jours plus tard, le 25 octobre, Heroic annonce la mise sur le banc temporaire de Martin « stavn » Lund et Jakob « jabbi » Nygaard à la suite d'allégations selon lesquelles les deux hommes auraient exigé le retrait de cadiaN en échange de prolongations de contrat, avant de communiquer leur intention de rejoindre Astralis. Ceux-ci sont remplacés par les joueurs de l'académie MOUZ William « sirah » Kjærsgaard et Christoffer « Chr1zN⁠ » Storgaard pour le Thunderpick World Championship 2023 et la Roobet Cup 2023, où l'équipe termine respectivement 5-8e et 9-12e.
Le 30 octobre 2023, avant le Blast Premier Fall Final 2023, Heroic annonce que cadiaN revient dans le roster du tournoi en tant que remplaçant. Deux jours plus tard, Heroic confirme son équipe pour l'événement, après avoir nommé Rasmus « Zyphon » Nordfoss comme remplaçant, signé en prêt de Sprout. Heroic perd au premier tour du tournoi sur le score de 2-0 contre Team Vitality, avant de vaincre Astralis pour se qualifier pour les quarts de finale. Ils sont ensuite éliminés par Cloud9.
Jabbi et Stavn sont transférés à Astralis le 24 novembre 2023.
Heroic annonce la signature du prêt de Jason « salazar » Salazar, ainsi que la prolongation du prêt de Zyphon, pour le Blast Premier World Final 2023. À la suite de l'élimination d'Heroic par MOUZ, Dupreeh devient agent libre après l'expiration de son contrat avec l'équipe.
Team Liquid signe cadiaN le 6 décembre 2023. Plus tard dans le mois, le 12 décembre, Heroic annonce le départ de Xizt. Il est remplacé le 16 décembre par l'ancien entraîneur de ENCE, Eetu « sAw » Saha. L'entraîneur finlandais est rejoint le lendemain par son ancien coéquipier d'ENCE, Guy « NertZ » Iluz. L'organisation signe ensuite Nico « nicoodoz » Tamjidi le 18 décembre. Heroic termine la reconstruction de son effectif le 21 décembre après le transfert de Damjan « kyxsan » Stoilkovski. Le 12 mai 2024, Nicoodoz est remplacé par Abdul « degster » Gasanov.
Après la fin de la saison 2024, Heroic subit de nouveau une reconstruction à la suite de l'acquisition de degster, kyxsan et TeSeS par Team Falcons le 4 janvier 2025, et au départ de NertZ vers Team Liquid le 6 janvier 2025,. Heroic annonce le départ de sjuush le 8 janvier. Le 10 janvier, la structure officialise la signature du core de Sangal, composé des joueurs suédois Linus « LNZ » Holtäng et Simon « yxngstxr » Boije, ainsi que du joueur turc Yasin « xfl0ud » Koç, en plus d'Álvaro « SunPayus » García et Andrey « tN1R » Tatarinovich. Heroic nomme Linus « Nilo » Bergman et Pavle « Maden » Bošković comme remplaçants avant le Blast Bounty Season 1.

#### Résultats
- 2e – Thunderpick World Championship 2024[54]

## Dota 2

### Roster actuel
| \| Nat. \| Pseudo \| Nom \| Rôle \| Date d'entrée \| \| ---- \| -------- \| ---------------------------- \| ---------------------- \| -------------- \| \| \| Yuma \| Yuma Langlet \| Carry \| 1 janvier 2025 \| \| \| 4nalog \| João Gabriel Giannini Santos \| Solo Middle \| 4 janvier 2024 \| \| \| Wisper \| Adrián Céspedes Dobles \| Offlaner & Solo Middle \| 4 janvier 2024 \| \| \| Scofield \| Elvis Joel De la Cruz Peña \| Support \| 4 janvier 2024 \| \| \| KJ \| Matheus Santos Jungles Diniz \| Captain & Support \| 4 janvier 2024 \| |          |                              |                        |                |
| Nat. | Pseudo   | Nom                          | Rôle                   | Date d'entrée  |
| | Yuma     | Yuma Langlet                 | Carry                  | 1 janvier 2025 |
| | 4nalog   | João Gabriel Giannini Santos | Solo Middle            | 4 janvier 2024 |
| | Wisper   | Adrián Céspedes Dobles       | Offlaner & Solo Middle | 4 janvier 2024 |
| | Scofield | Elvis Joel De la Cruz Peña   | Support                | 4 janvier 2024 |
| | KJ       | Matheus Santos Jungles Diniz | Captain & Support      | 4 janvier 2024 |

### Histoire
Heroic annonce son arrivée sur la scène Dota 2 le 4 janvier 2024.

### Résultats
- 1er - PGL Wallachia Season 2[57]

## Fortnite

### Roster actuel
| \| Nat. \| Pseudo \| Nom \| Rôle \| Date d'entrée \| \| ---- \| -------- \| ---------------------- \| ---- \| -------------- \| \| \| Th0masHD \| Thomas Høxbro Davidsen \| \| 5 octobre 2023 \| \| \| Hellfire \| Jacob Hansen \| \| 30 mai 2024 \| |          |                        |      |                |
| Nat. | Pseudo   | Nom                    | Rôle | Date d'entrée  |
| | Th0masHD | Thomas Høxbro Davidsen |      | 5 octobre 2023 |
| | Hellfire | Jacob Hansen           |      | 30 mai 2024    |

### Histoire
Heroic annonce son arrivée sur la scène Fortnite le 5 octobre 2023.

### Résultats
- 2e - FNCS 2024 - Major 1: Europe - Grand Finals[58]
- 2e - FNCS 2024 Global Championship[59]
- 1er - C5S4: Reload Squads Cash Cup Week 2 - Europe[60]
- 1er - ESL Fortnite: Go:Reloaded Zone Wars Pro-Am - Europe[61]

## Valorant

### Roster actuel
| Nat. | Pseudo | Nom                               | Rôle      | Date d'entrée   |
| ---- | ------ | --------------------------------- | --------- | --------------- |
|      | adora  | Nadia Sasnauskaite                |           | 23 janvier 2024 |
|      | Cille  | Cecilie Kallio Ahlquist Lauritsen | Capitaine | 23 janvier 2024 |
|      | Lyda   | İlayda Güzeldere                  |           | 23 janvier 2024 |
|      | Lyda   | İlayda Güzeldere                  |           | 23 janvier 2024 |
|      | fluxxy | Lola Ainslie                      |           | 27 juillet 2024 |
|      | miyori | Eylül Sudem Sarıoğlu              |           | 3 janvier 2025  |

|  | QuestioN | Ömer Karabulut | Coach | 3 janvier 2025 |

### Histoire
Heroic arrive sur la scène valorant sous le nom de HEROIC Valkyries avec une équipe féminine. L'annonce est faite le 23 mai 2024.

## Anciennes divisions

### Rainbow Six Siege

#### Histoire
La division Heroic R6 est créée le 3 septembre 2021.
L'équipe quitte la scène le 12 novembre 2023,,.

#### Résultats
- 1er – European League 2022 - Stage 1[65]

### PlayerUnknown's Battlegrounds

#### Histoire
La division Heroic PUBG est créée le 5 mars 2021. L'équipe est classé 2e mondial du jeu le 20 mai 2022.
L'équipe quitte la scène le 2 février 2023,.
Le 15 avril 2024, ils annoncent leurs entrée sur PUBG Mobile, qu'ils quittent quelques mois plus tard, en décembre.

#### Résultats
- 3e – PSL Spring Showdown 2022 [71]
- 2e – Championnat mondial PUBG 2021 [72]
- 2e – PSL Elisa Esports PUBG Winter Challenge[73]
- 1er – PUBG Masters 2021 Europe Printemps[74]